# لويس بيدرو غوميز مارتينز
لويس بيدرو غوميز مارتينز (بالبرتغالية: Luís Pedro Gomes Martins) (23 يونيو 1989 في البرتغال - ) هو لاعب كرة قدم برتغالي في مركز الدفاع. شارك مع منتخب البرتغال تحت 21 سنة لكرة القدم. أما مع النوادي، فقد لعب مع ناسيونال ماديرا ونادي فريموند ‏ ونادي بورتيمونينسي.

## وصلات خارجية
- لويس بيدرو غوميز مارتينز على موقع قاعدة بيانات كرة القدم.إي يو (الإنجليزية)
- لويس بيدرو غوميز مارتينز على موقع Soccerway.com (الإنجليزية)